# 1444

## Събития
- Битка при Варна. Кръстоносната армия водена от Янош Хуняди бива разбита от османските турци. Крал Владислав Варненчик загива в битката

## Родени
- Донато Браманте, италиански архитект

## Починали
- 10 ноември – Владислав III, крал на Полша и Унгария, велик княз на Литва